# Jörg Asmussen
Pour les articles homonymes, voir Asmussen.
Jörg Asmussen, né le 31 octobre 1966 à Flensbourg, est un économiste allemand, anciennement membre du SPD.

## Biographie

### Formation
Après un baccalauréat à l'école Goethe de Flensburg, Asmussen étudie l'économie politique à Bonn, avec notamment comme professeur en économie internationale Axel Weber, et obtient également un diplôme à la faculté d'économie de l'université Bocconi à Milan.

### Carrière
C'est en 1996 que la carrière en tant que référent pour les questions de politique monétaire et financière internationale débute auprès du ministre des Finances Theo Waigel. Lors du changement de gouvernement de 1998 avec Oskar Lafontaine comme ministre, il est le référent personnel du nouveau secrétaire d'État Heiner Flassbeck. Les compétences d'Asmussen sont qualifiées par Flassbeck comme moyennes et pas recommandé pour des postes à responsabilité. Après la démission d'Oskar Lafontaine, il devient directeur du cabinet du nouveau ministre Hans Eichel. Après un court passage à la sous-direction des affaires européennes, Asmussen est nommé le 1er mars 2003 à la direction du bureau de la politique du marché nationale et internationale en matière monétaire et financière. 
En avril 2004, Asmussen réussit à convaincre Eichel de nommer son ancien « maitre » Axel Weber à la présidence de la Bundesbank comme successeur d'Ernst Welteke. Deux ans auparavant Asmussen avait déjà fait entrer Weber dans le cercle des cinq conseillers économique (Wirtschaftsweise) du gouvernement allemand. Lors de la Grande Coalition de 2005 (CDU-SPD) Asmussen s'est prononcé pour la limitation des règlementations superflues („überflüssige[r] Regulierungen“) et le développement du marché des actions („Ausbau des Verbriefungsmarktes“).
Parallèlement Asmussen siège en tant que représentant de l'État fédéral au conseil de surveillance de la IKB Deutsche Industriebank, qui à l'été 2007 subit de plein fouet la crise des subprimes, devant ainsi bénéficier de l'aide de la KfW. Il semblerait qu'Asmussen ait au préalable conseillé de positionner la banque sur ce type de produits. Il est aussi membre des conseils de surveillance d'Euler Hermes Kreditversicherungs AG et de Deutsche Postbank AG.

### Responsabilités ministérielles
Le 1er juillet 2008, il devient le plus jeune secrétaire d'État du gouvernement où il remplace Thomas Mirow. Il est nommé par le ministre des finances Wolfgang Schäuble (CDU) qui lui attribue entre autres le dossier de la Grèce au cours de la crise financière.
Jörg Asmussen siège au comité directeur de la SoFFin (fonds de sauvegarde des banques), au conseil de la Bafin (autorité de surveillance financière) et du Fonds économique allemand (Wirtschaftsfonds Deutschland), qui attribue des garanties aux entreprises, sans contrôle parlementaire. Il est également l'un des six membres du groupe des experts Neue Finanzmarktarchitektur qui doit proposer de nouvelles règles au marché en vue d'augmenter sa transparence.
Le 9 septembre 2011, la Banque centrale européenne (BCE) annonce qu'il remplacera Jürgen Stark au directoire de celle-ci à partir de janvier 2012. Il démissionne en décembre 2013 quand il est nommé secrétaire d'État au ministère du Travail et des Affaires sociales dans le 3e gouvernement d'Angela Merkel. Il quitte ses fonctions fin 2015.
En mars 2016, Jorg Asmussen devient membre du conseil de surveillance de la plateforme de financement participatif par prêt aux entreprises Funding Circle Ltd.
Depuis le 1er septembre 2016, il est directeur général de la branche Financial Advisory de la banque d'investissement Lazard, basé à Berlin et Francfort-sur-le-Main.
Il est membre des conseils de surveillance de Deutsche Postbank AG, Deutsche Telekom et Deutsche Bahn AG.

## Vie privée
La compagne d'Asmussen est Henriette Peucker, qui dirigea de janvier 2003 à mars 2010 la représentation à Berlin de la Deutsche Börse (bourse de Francfort). Elle est ensuite conseillère en communication. En raison de cette relation des soupçons de conflit d'intérêts et de partialité ont plané sur lui.
Asmussen est père de deux filles.